# Puerto Vallarta Open
Il Puerto Vallarta Open è un torneo professionistico di tennis giocato sul cemento, che fa parte dell'ATP Challenger Tour. Si gioca annualmente al Parque Parota di Puerto Vallarta in Messico dal 2018, con l'impegno assunto dall'ufficio turismo municipale di far disputare per almeno cinque anni il torneo.
Per le sue prime due edizioni, al Puerto Vallarta Open è stato assegnato il premio ATP per il torneo Challenger dell’anno.

## Albo d'oro

### Singolare
| Anno | Campione                              | Finalista                             | Punteggio                             |
| ---- | ------------------------------------- | ------------------------------------- | ------------------------------------- |
| 2024 | Nishesh Basavareddy                   | Liam Draxl                            | 6–3, 7–6(4)                           |
| 2023 | Benoît Paire                          | Yuta Shimizu                          | 3–6, 6–0, 6–2                         |
| 2022 | Non disputato                         | Non disputato                         | Non disputato                         |
| 2021 | Daniel Altmaier                       | Alejandro Tabilo                      | 6–3, 3–6, 6–3                         |
| 2020 | Annullato per pandemia di Coronavirus | Annullato per pandemia di Coronavirus | Annullato per pandemia di Coronavirus |
| 2019 | Sebastian Ofner                       | John-Patrick Smith                    | 7–6(8), 3–6, 6–3                      |
| 2018 | Adrián Menéndez Maceiras              | Danilo Petrović                       | 1–6, 7–5, 6–3                         |

### Doppio
| Anno | Campioni                                  | Finalista                                   | Punteggio                             |
| ---- | ----------------------------------------- | ------------------------------------------- | ------------------------------------- |
| 2024 | Liam Draxl Benjamin Sigouin               | Karl Poling Ryan Seggerman                  | 7–6(5), 6–2                           |
| 2023 | Robert Galloway Miguel Ángel Reyes Varela | André Göransson Ben McLachlan               | 3–0 rit.                              |
| 2022 | Non disputato                             | Non disputato                               | Non disputato                         |
| 2021 | Gijs Brouwer Reese Stalder                | Hans Hach Verdugo Miguel Ángel Reyes Varela | 6–4, 6–4                              |
| 2020 | Annullato per pandemia di Coronavirus     | Annullato per pandemia di Coronavirus       | Annullato per pandemia di Coronavirus |
| 2019 | Matt Reid John-Patrick Smith              | Gonzalo Escobar Luis David Martínez         | 7–6(10), 6–3                          |
| 2018 | Ante Pavić Danilo Petrović                | Benjamin Lock Fernando Romboli              | 6(2)–7, 6–4, [10–5]                   |